# Nantenna

Figura 1. irradiância espectral de comprimento de ondas no espectro solar. A área sombreada em vermelho mostra a irradiância ao nível do mar. Há menos irradiância ao nível do mar devido à absorção de luz pela atmosfera.

Uma nantenna (nanoantena) é uma retificadora de escala nanoscópica, uma tecnologia experimental sendo desenvolvida para converter luz em energia elétrica - ver conversão de energia elétrica. O conceito é baseado em uma rectenna (antena retificadora), um dispositivo que utiliza transferência de energia sem fio. Rectennas são antenas de rádio especializadas, empregadas na conversão de ondas de rádio em eletricidade de corrente contínua. Luz é composta de ondas eletromagnéticas, exemplos dessas são as próprias ondas de rádio, mas com comprimento de onda muito menor. Nantennas possuem um tamanho extremamente pequeno, sendo empregada nanotecnologia na sua fabricação, agindo como um "receptor" para a luz, convertendo-a em eletricidade. Tem-se a expectativa de que grades de nantennas sejam um meio eficiente para conversão de luz solar em eletricidade, produzindo eletricidade solar com mais eficiência em relação às células solares convencionais. A ideia foi proposta pela primeira vez por Robert L. Bailey, em 1972.
A nantenna, um coletor eletromagnético, é projetada para absorver comprimentos de onda que são proporcionais ao seu tamanho. Atualmente, o Laboratório Nacional de Idaho tem projetado nantennas para absorver comprimentos de onda no faixa de comprimento de 3 - 15μm. Esses comprimentos correspondem à energia fotônica de 0,08 - 0,4 eV. Baseada na teoria da antena, uma nantenna pode absorver qualquer comprimento de onda de luz de forma eficiente, desde que seu tamanha seja optimizado para o comprimento de onda específico. De maneira ideal, nantennas seriam utilizadas para absorver luz entre 0,4 e 1,6, devido a esses comprimentos terem mais energia do infravermelho (longos comprimentos de onda) e correspondem a 85% do espectro solar. (ver Figura 1)

## História das Nantennas
Robert Bailey, juntamente com James C. Fletcher, receberam uma patente em 1973 para um "conversor de onda eletromagnética". O dispositivo patenteado era similar a uma nantenna moderna atual. Alvin M. Marks recebeu uma patente em 1984 para um dispositivo que declarava, explicitamente o uso de antenas sub-microscópicas para conversão direta de energia da luz em energia elétrica. O produto de Mark demonstrou grandes ganhos de eficiência em relação ao de Bailey. Em 1996, Guang H. Lin foi o primeiro a relatar a absorção da ressonância da luz por uma certo nanoestrutura e a retificação da luz em frequência visíveis. Em 2002, a  ITN Energy Systems, Inc. publicou um relatório sobre suas pesquisas sobre antenas ópticas acopladas com diodos de alta frequência. A ITN começou a construir uma grade de nantennas com eficiência de um dígito. Embora não obtiveram sucesso, as questões associadas com a construção de nantennas de alta eficiência foram entendidas. A pesquisa na área de nantennas continua.

## Teoria das Nantennas
A teoria por trás das nantennas é essencialmente a mesma das rectennas (antenas retificadoras). Luz incidente na superfície da antena faz com que elétrons se movimentem para frente e para trás, e tais movimentos com a mesma frequência da luz recebida. Tal fato é causado pela oscilação do campo elétrico das ondas eletromagnética que entram no "sistema". O movimento dos elétrons ocorrem em corrente alternada no circuito da antena. Para a conversão em corrente contínua, a corrente alternada deve ser retificada, o que é feito tipicamente com algum tipo de diodo. A corrente direta resultante pode então energizar uma carga externa. A frequência ressonante de antenas ( frequência que resulta em baixíssima impedância e, por isso, em alta eficiência) aumenta linearmente com as dimensões físicas da própria segundo a teoria da antena de microondas simples.  The wavelengths in the solar spectrum range from approximately 0.3-2.0 μm. Os comprimentos de onda no espectro solar abrangem uma gama de 0,.3 a 2.0 μm. Portanto, para que uma antena retificador (rectenna) ser um coletor eletromagnético eficiente no espectro solar, é necessário possuir dimensões da ordem de centenas de nanómetros.

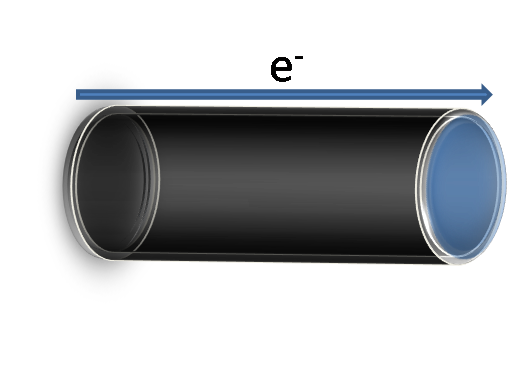
Figura 2. Imagem demonstrando o efeito pelicular externa à altas frequências. A região negra, na superfície, indica o fluxo de elétrons. A região clara, no interior, indica um fluxo de elétrons pequeno ou inexistente.

Por causa das simplificações usadas em teorias de antenas retificadoras simples, há diversas complicações que surgem quando o assunto é nantenna. Em frequências acima do infravermelho, quase toda corrente é carregada próxima da superfície do fio metálico, o que reduz sua área transversal efetiva, o que acarreta em um aumento da resistência. Tal fenômeno é conhecido por efeito pelicular.
Outra complicação, na diminuição da estrutura, é que o diodo usado em rectennas de larga escala não pode operar em frequência de terahertz sem a redução de energia. A grande perda de energia é um resultado da capacitância parasita achada em diodo p-n e em diodos Schottky, os quais operam efetivamente apenas em frequências menores do que 5 THz. Os comprimentos de onda ideal de 0,4 a 1,6 μm correspondem à frequências aproximadas de 190 - 750 THz, que são muito maiores que a capacidade de diodos típicos. Assim, como a conversão de energia eficiente é o objetivo, torna-se necessário usar diodos alternativos. Nas atuais nantennas, diodo túnel de metal-isolante-metal (MIM) são componentes. Diferente dos diodos Schottky, diodos MIM não afetados para capacitância parasita, graças ao seu funcionamento que se baseia no tunelamento quântico. Devido a isso, diodos MIM tem se mostrado capazes de operar em frequência em torno de 150 THZ.

## Limitações e desvantagens das nantennas
Como já declarado, uma das maiores limitações das nantennas é a frequência em que elas operam. A alta frequência da luz em uma gama de comprimentos ideal faz dos diodos Schottky impraticáveis. Apesar de os diodos MIM características promissoras para uso nas nantennas, mas avanços são necessários para atingir performances aceitáveis em altas frequências.
Outra desvantagem nas nantennas de hoje é serem produzidas por litografia de Irradiação de elétrons|irradiação de elétrons. Esse processo é lento e relativamente caro por não ser possível o uso de processamento paralelo. Geralmente, litografia de irradiação de elétrons é empregada somente para propósito de pesquisa quando resoluções da ordem de nanômetros são necessárias. Entretanto, técnicas de fotolitografia tem avançado a ponto de tornar possível traços da dezenas de nanômetros.